# Kiełpinko
Kiełpinko – niezamieszkana osada w północno-zachodniej Polsce położona w województwie zachodniopomorskim, w powiecie gryfickim, w gminie Brojce. 
2 km na północ znajduje się wieś Kiełpino.
Ok. 0,3 km na południowy zachód od Kiełpinka płynie struga Brodziec.
W latach 1975–1998 miejscowość administracyjnie należała do województwa szczecińskiego.
Nazwę Kiełpinko wprowadzono urzędowo w 1948 roku, zastępując poprzednią niemiecką nazwę Neukölpin.